# Hipermercat
Segons l'Institut Francès de Lliure Servei (IFLS), un hipermercat és un establiment de venda al detall que té una superfície de venda de més de 2500 m², que realitza les seves operacions comercials en règim de autoservei i pagament d'un sol acte en les caixes de sortida i que disposa d'un gran espai d'aparcament.  El primer hipermercat europeu va ser creat per Carrefour en 1963, en Sainte-Geneviève-des-Bois (Essonne), població de l'àrea metropolitana de París.
El primer hipermercat de Catalunya fou HIPER. Va obrir a l'estiu de 1973 a Sant Boi de Llobregat. Va ser creat per Promotora d'hipermercats (50% Carrefour; 50% Simago). Al desembre del mateix any obriria al Prat de Llobregat el segon hipermercat, amb el nom de Carrefour.